# Spermophorides elevata
Spermophorides elevata är en spindelart som först beskrevs av Simon 1873.  Spermophorides elevata ingår i släktet Spermophorides och familjen dallerspindlar. Inga underarter finns listade i Catalogue of Life.